# Fiordes Ocidentais (Islândia)

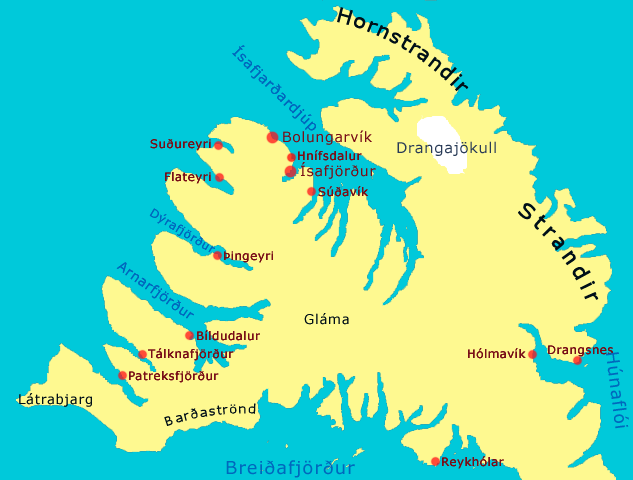
Mapa dos Fiordes Ocidentais

Os Fiordes Ocidentais (em islandês: Vestfirðir) é uma das oito regiões da Islândia e uma grande península no noroeste do país. A região encontra-se a oeste da baía e fiorde de Húnaflói e a norte do fiorde de Breidafjördur, no estreito da Dinamarca, de frente para a costa leste da Groenlândia. É conectada ao resto da Islândia por um istmo de 7 quilômetros de largura entre Gilsfjördur e Bitrufjördur. Em 2020 a região tinha uma população de 7 115 habitantes e uma área territorial total de 9 409 quilômetros quadrados. Sua sede e maior cidade é Ísafjördur.
Os Fiordes Ocidentais são uma região muito montanhosa. A costa é fortemente recortada por dezenas de fiordes cercados por colinas íngremes. Essas reentrâncias tornam as estradas muito tortuosas e as comunicações por terra difíceis. Além disso, muitas estradas são fechadas por segurança devido ao gelo e a neve durante vários meses do ano.
O túnel rodoviário de Vestfjardagöng de 1996 melhorou essa situação. As falésias de Látrabjarg compreendem a maior falésia habitada por pássaros no norte do Oceano Atlântico e estão no ponto mais ocidental da Islândia. O glaciar Drangajökull está localizado no norte da península e é o quinto maior do país, mas o único da região.
Dada a natureza rochosa da região, não é praticada agricultura, sendo a pesca nos fiordes a atividade económica quase exclusiva. O turismo é atualmente uma atividade em expansão.

## Municípios
Os Fiordes Ocidentais estão divididos em 9 municípios. O mais populoso e maior em área é Ísafjardarbaer. Os menores em população e área são, respectivamente, Árneshreppur e Bolungarvík.
| Municípios           | População (2020) | Área (km2) |
| -------------------- | ---------------- | ---------- |
| Ísafjardarbaer       | 3 809            | 2 381      |
| Vesturbyggd          | 1 021            | 1 336      |
| Bolungarvík          | 955              | 108        |
| Strandabyggd         | 457              | 1 834      |
| Reykhólahreppur      | 262              | 1 096      |
| Tálknafjardarhreppur | 251              | 175        |
| Súdavíkurhreppur     | 208              | 750        |
| Kaldrananeshreppur   | 109              | 458        |
| Árneshreppur         | 43               | 705        |
| Total                | 7 115            | 9 409      |

## Assentamentos
A cidade de Ísafjördur é o assentamento mais populoso da região, outras localidades que não são municípios incluem:
- Patreksfjördur
- Hólmavík
- Thingeyri
- Sudureyri
- Tálknafjördur
- Bíldudalur
- Hnífsdalur
- Flateyri
- Súdavík
- Reykhólar
- Drangsnes

## Atrações turísticas
- Falésias de Látrabjarg
- Queda de água de Dynjandi
- Pequena cidade pitoresca de Ísafjörður
- Glaciar de Drangajökull